# 文登 (亞利桑那州)
文登（英語：Wenden）是位於美國亞利桑那州拉巴斯縣的一個人口普查指定地區。根據2010年美國人口普查，該地人口為728人，而該地的面積約為38.72平方千米。

## 地理
文登的座標為33°49′32″N 113°32′17″W / 33.82556°N 113.53806°W，而該地最高點為海拔高度569米（即1867英尺）。